# Piotr Markiewicz (paulin)
Piotr Markiewicz (właśc. Wacław Markiewicz; ur. 11 marca 1877 w Kaliszu, zm. 16 stycznia 1961 w Częstochowie) – polski duchowny rzymskokatolicki, prezbiter, zakonnik, doktor teologii, przeor klasztorów w Leśnej Podlaskiej i na Jasnej Górze oraz dwukrotny generał Zakonu Świętego Pawła Pierwszego Pustelnika (paulinów). 

## Życiorys

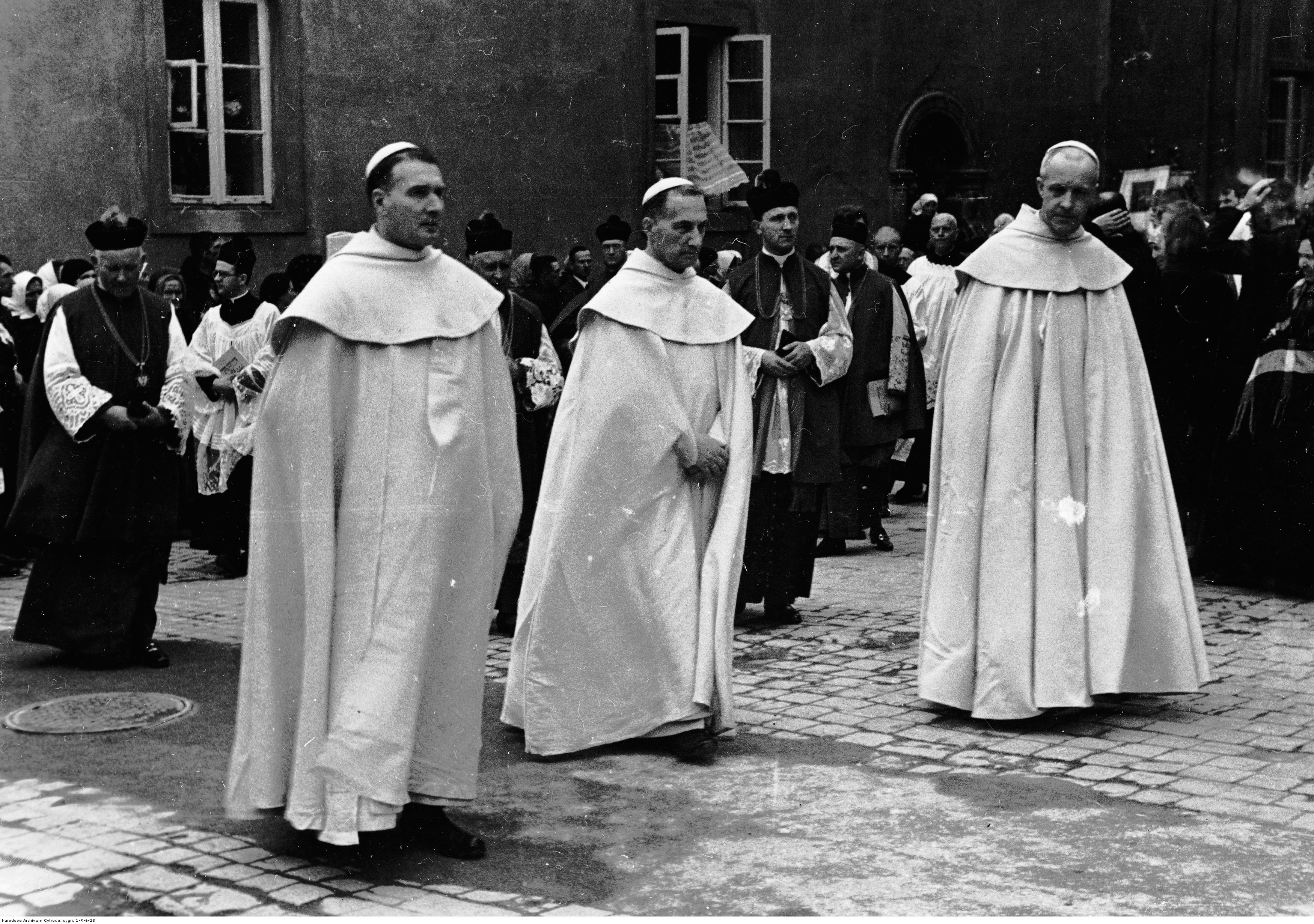
Ojcowie paulini podczas procesji na Jasnej Górze: przeor klasztoru o. Norbert Motylewski, generał zakonu o. Pius Przeździecki oraz o. Piotr Markiewicz (sierpień 1936)

Wacław Markiewicz pochodził z Wielkopolski, gdzie się urodził w Kaliszu w wielodzietnej rodzinie (miał pięciu braci) jako syn Józefa, który był rzemieślnikiem i Heleny z domu Świerczyńskiej. W rodzinnym mieście po ukończeniu szkoły podstawowej i handlowej zdecydował się na wybór drogi życia konsekrowanego, wstępując do zakonu paulinów na Jasnej Górze. 16 lipca 1902(dts) rozpoczął roczny nowicjat pod kierunkiem magistra nowicjatu o. Justyna Welońskiego OSPPE, przyjmując imię zakonne: Piotr. Pierwsze śluby zakonne złożył na Jasnej Górze 16 lipca 1903(dts), po czym rozpoczął studia teologiczne w Wyższym Seminarium Duchownym we Włocławku, gdzie 29 lipca 1906(dts) otrzymał święcenia kapłańskie. Następnie przełożeni skierowali go na dalsze studia do Papieskiego Instytutu Liturgicznego Świętego Anzelma w Rzymie (1906–1908), które ukończył doktoratem z teologii, po których powrócił do kraju.
Pełnił w zakonie wiele funkcji oraz został powoływany na różne stanowiska. Początkowo 30 czerwca 1910(dts) został mianowany pomocnikiem mistrza nowicjatu i profesorem nowo erygowanego studium domesticum. W trudnym okresie dla paulinów, jakim była sprawa o. Damazego Macocha OSPPE, włączył się czynnie z przeorem o. Justynem Welońskim OSPPE, o. Piusem Przeździeckim OSPPE i o. Alfonsem Jędrzejewskim OSPPE, celem odnowy zakonu i ratowania go przez kasacją (Polska była wówczas pod zaborami). Generał-gubernator warszawski sprzeciwił się by objął on w 1912 stanowisko zastępcy jasnogórskiego przeora, zarzucając mu m.in. wzniecanie nastrojów antyrządowych wśród wiernych. Przy boku o. Justyna Welońskiego OSPPE, został mistrzem nowicjatu paulińskiego, a po jego śmierci (16 października 1915(dts)), został 19 listopada tegoż roku przeorem prepozytem, a od 19 stycznia 1920(dts) do 14 października 1931(dts) pełnił po raz pierwszy urząd generała zakonu z nominacji wizytatora o. Władysława Bohosiewicza CSsR. Troszczył się o utrzymanie karności w paulińskich domach zakonnych i o wzrost powołań. 4 listopada 1918(dts) ze wzruszeniem witał polskich żołnierzy pododdziału 22. Pułku Piechoty pod komendą ppor. Artura Wiśniewskiego, który zameldował mu, że z rozkazu gen. dyw. Tadeusza Jordana Rozwadowskiego uwalnia Jasną Górę z kajdan zaborcy. Przed bramą jasnogórskiego sanktuarium polscy żołnierze zaciągnęli zaszczytną wartę honorową, a na wieży umieszczono polskie flagi. 
Po odzyskaniu niepodległości w okresie (21 września 1920(dts) – 13 października 1931(dts)) pełnił funkcję przeora klasztoru na Jasnej Górze. W latach (1922–1930) pracował nad nowymi konstytucjami zakonu i ich zatwierdzeniem w Rzymie, nad historią polskiej prowincji zakonu, będąc kronikarzem jej działania w okresie (1863–1943) („Akta prowincji”). Dzięki niemu wydano pierwszy tom „Zbioru dokumentów zakonu” w opracowaniu ks. dr. Jana Nepomucena Fijałka. W 1919 założył czasowo gimnazjum męskie na Jasnej Górze. Z jego polecenia dla potrzeb konwentu otwarto w 1921 drugą bibliotekę w klasztorze jasnogórskim, a także w latach (1928–1933) wybudowano hotel dla pielgrzymów koło jasnogórskiego klasztoru. Ponadto w okresie (1929–1930) przyczynił się do restauracji bazyliki, kaplicy i wieży jasnogórskiej. Zainicjował budowę wieczernika i krużganków, dużej sali na spowiednicę oraz zmodernizował skarbiec. Zlecił prof. Janowi Rutkowskiemu gruntowną konserwację jasnogórskiego Obrazu Matki Boskiej, którą przeprowadzono w latach (1925–1926) oraz powołał stałą radę czuwającą nad stanem obrazu. 25 października 1924(dts) wygłosił mowę pożegnalną podczas nabożeństwa żałobnego na Jasnej Górze przy trumnie zmarłego pisarza Henryka Sienkiewicza, stwierdzając m.in.:

Gdy patrzymy okiem ducha na ten pośmiertny jego powrót do kraju (...), widzimy, iż to nie żałobny, lecz tryumfalny pochód, iż to królewskie przyjęcie jakie mu zgotowano.

Po złożeniu urzędu generała zakonu w 1931 na własną prośbę przeniósł się do klasztoru w Leśnej Podlaskiej, gdzie od 23 października 1931(dts) sprawował początkowo obowiązki ekonoma domu zakonnego i podprzeora, a od 4 stycznia 1933(dts) przeora i jednocześnie proboszcza parafii św. Piotra i Pawła, który to urząd pełnił do 25 sierpnia 1940(dts). Tam też wraz z arch. Adolfem Szyszko-Bohuszem zlecił restaurację bazyliki św. Piotra i św. Pawła (podwyższenie wieży północno-wschodniej). Następnie po zakończeniu pobytu w Leśnej Podlaskiej powrócił na Jasną Górę. Podczas trwającej II wojny światowej był na Jasnej Górze wykładowcą w tajnym seminarium duchownym paulinów. W latach (1946–1952) po raz drugi pełnił urząd generała zakonu. Był kaznodzieją oraz działaczem społecznym, współdziałając m.in. z miejską radą Częstochowy, zwłaszcza na polu oświaty i działalności charytatywnej oraz ruchu pielgrzymkowego. Malarz Aleksander Borawski uwiecznił w 1934 jego podobiznę obrazem olejnym, znajdującym się na Jasnej Górze. Zmarł 16 stycznia 1961(dts) w klasztorze jasnogórskim, po czym został po uroczystościach pogrzebowych pochowany w krypcie pod kaplicą Matki Bożej na Jasnej Górze w dolnym ciągu nisz grobowych pod niszą o. Urbanusa Osóbki OSPPE. 

## Publikacje
Pozostawił po sobie (głównie w rękopisie) – oprócz kroniki – ponad dwadzieścia prac (nauki na różne uroczystości, konferencje czy sprawozdania) oraz dwie książki. Ponadto przygotował do druku cztery tomy kazań.
- Piotr Markiewicz, Królewska droga do nieba dla osób zakonnych czyli Reguła Św. Augustyna, Częstochowa: Nakładem Jasnej Góry, 1948, OCLC 1150546284. Brak numerów stron w książce
- Piotr Markiewicz, Głos z Jasnej Góry. Kilka myśli aktualnych, wypowiedzianych z powodu ostatniej wojny, wyd. 2 powiększone, Częstochowa: Nakładem Jasnej Góry, 1948, OCLC 836692891 [zarchiwizowane z adresu 2023-02-27]. Brak numerów stron w książce
- Piotr Markiewicz, Stanisław Świdziński: Ordens-Chronik der Pauliner (1864-1945). Arch. JG 2440, Manuskript III-169, Częstochowa Jasna Góra 1945 (Kopie im Archiv Kraków/Skałka Nr. B 228). Coesfeld, Tuchów: Verlag Barmherziger Bund, Mała Poligrafia WSD Redemptorystów, 2016, seria: Archivum Ordinis Sancti Pauli Primi Eremitae, nr 2, t. 28. ISBN 978-83-7631-689-5. OCLC 1066113386. Brak numerów stron w książce